# Trdnjava Rohtas
Trdnjava Rohtas (pandžabsko روہتاس قلعہ‎, latinizirano: Rohtās Qillā; urdujsko قلعہِ روہتاس, latinizirano: Qilā-e-Rohtās) je trdnjava iz 16. stoletja, ki stoji blizu mesta Dina v okrožju Džhelum v Pandžabu, Pakistan. Todar Mal, minister surskega kralja Šer Šaha Surija, je nadzoroval gradnjo trdnjave, ki je zdaj ena največjih in najmogočnejših v Pandžabu.
Trdnjava je ostala neverjetno nedotaknjena in je bila leta 1997 razglašena za svetovno dediščino UNESCO. UNESCO jo je označil za »izjemen primer muslimanske vojaške arhitekture Srednje in Južne Azije.«

## Lokacija
Trdnjava Rohtas je približno 16 kilometrov severozahodno od Džheluma blizu mesta Dina. Trdnjava je 3 kilometre oddaljena od Khukha in Gaggar Khurda ter 8 kilometrov južno od Velike magistralne ceste (Grand Trunk Road), ene najstarejših cest v Aziji. Zgodovinska cesta Badšahi je nekoč potekala vzdolž severnega zunanjega obzidja trdnjave.
Trdnjava Rohtas stoji na hribu v pogorju Tilla Džogian in gleda na sotesko, kjer se reka Kahān sreča s sezonskim potokom Parnal Kas. Trdnjava stoji 91,5 metrov nad svojo okolico. Nad morsko gladino je 819 metrov in pokriva površino 70 hektarjev.
Na severnem robu, v bližini vrat Talaki gleda na prenovljeno gurdvaro Čova Sahib.

## Zgodovina

### Sur obdobje
Šer Šah Suri, ustanovitelj imperija Sur, je naročil gradnjo trdnjave Rohtas po nasvetu svojih generalov, ki so mu predlagali, naj sprejme strategijo požgane zemlje, da bi premagal vojskujoče se Gakharje, lokalno pandžabsko muslimansko pleme, ki se je drzno upiralo Suriju, blizu Solnega gorovja v Pandžabu. Tako je bila zasnovana zamisel o trdnjavi Rohtas, pri čemer je Šer Šah postavil temelje trdnjave. Trdnjava je zasedla strateški položaj med gorami Afganistana in ravninami Pandžaba, kar je Humajunu preprečilo vrnitev v Indijo iz izgnanstva v Perziji. Njegovo ime je slavilo leta 1539, ko je Šer Šah Suri zavzel trdnjavo Rohtas v okrožju Šahabad v Biharju od hindujskega princa.
Gradnja trdnjave Rohtas se je začela leta 1541 pod nadzorom finančnega ministra Todarja Mala, samega pandžabskega Khatrija. Vendar pa se je njena gradnja kmalu ustavila, ko lokalno prebivalstvo Gakharja ni bilo pripravljeno sodelovati pri gradnji, ker so se vsi moški plemena zaobljubili, da ne bodo sodelovali s Suri, da jim ne bi grozili z izobčenjem ali izgonom. Tako Todar Mal ni mogel najti niti enega delavca, ki bi mu pomagal pri gradnji trdnjave. Tako je bilo, dokler ni po ukazu Šer Šaha delavcem povišal plače do te mere, da so številni Gakharji pripravljeni pomagati pri gradnji trdnjave. Šer Šah Suri ni dočakal njegovega dokončanja, saj je umrl leta 1545, preden je bila trdnjava dokončana.

### Mughal obdobje
S smrtjo Šer Šah Surija se je Humajan vrnil, da bi ponovno prevzel oblast nad regijo Pandžab. Trdnjava Rohtas je bila leta 1555 predana Humajunu. Posledično je izgubila velik del svojega obrambnega pomena. Nikoli ni bila priljubljena pri Mogulih zaradi preprostega vojaškega sloga in pomanjkanja vrtov. V 1580-ih je cesar Akbar zgradil bližnjo trdnjavo Attock, ki je bolje ustrezala interesom Mogulov.
Akbar je v trdnjavi Rohtas ostal samo eno noč. Cesar Džahangir je tam počival eno noč med potovanjem v Kašmir. Opozoril je: »Ta trdnjava je bila ustanovljena v razpoki in njene moči si ni mogoče predstavljati.« Kasneje, po zmagoviti vrnitvi iz prisilnega izgnanstva v Kabulu, je Džahangir za kratek čas sklical svoj dvor v trdnjavi Rohtas.
V Mogulski dobi je bila trdnjava skoraj neprekinjeno uporabljena do leta 1707. Afšaridski vladar Nader Šah je taboril v trdnjavi med svojo invazijo na Mogulsko cesarstvo. Po tem ga je uporabljal afganistanski poglavar Ahmad Šah Durrani med svojimi invazijami na Pandžab proti Sikhom.

### Obdobje Sikhovskega imperija
Gurmukh Singh Lamba je leta 1825 zavzel trdnjavo Rothas od Nur Kana, poglavarja Gakharja. Raja Fazal Din Kan je bil zadnji, ki je uporabil trdnjavo Rohtas v vojaške namene, ko je sodeloval v uspešnem uporu, ki ga je vodil Šer Singh v poznih 1830-ih; vendar pa trdnjava nikoli ni videla nobenih bojev. Sikhovski imperij je trdnjavo uporabljal za upravne namene, dokler Britanci leta 1849 niso zavzeli regije.

## Arhitektura
Oblikovalci trdnjave Rohtas so cenili funkcijo nad obliko. Njen slog črpa iz turške, bližnjevzhodne in južnoazijske umetniške tradicije.

### Postavitev
Trdnjava Rohtas pokriva površino 70 hektarjev, obdana s 4 kilometri obzidja. Ima bastijonske stolpe in dvanajst monumentalnih vrat, ki omogočajo dostop v notranjost trdnjave. Trdnjava je trikotnik nepravilne oblike in sledi obrisom hriba. Severozahodni vogal trdnjave je od preostale strukture obzidan s 533 metrov dolgim zidom. Zaprti del je služil kot citadela za elite. Lahko je sprejela do 30.000 mož.

## Obzidje
Obzidje trdnjave je zgrajeno iz peščenjaka, položenega v apneno malto, pomešano z opeko. Višina zunanjega zidu se giblje med 10 in 18 metri z debelino med 10 in 13 metri. Utrjeno obzidje ima 68 bastijonskih stolpov v neenakomernih intervalih. Obzidje sledi obrisom vrha hriba.
Trdnjavsko obzidje je imelo do tri terase na različnih nivojih, povezane s stopnišči. Najvišja terasa ima obzidje v obliki cin, s katerih so lahko vojaki streljali z mušketami in polivali staljeni svinec. Poleg tega ima trdnjava na stotine mašikul, od katerih je vsaka lepo okrašena z geometrijskimi vzorci. Ti majhni odtoki so vodili od notranjosti do zunanjih sten, da so lahko vojaki vsiljivce, ki so se poskušali povzpeti na obzidje trdnjave, polili s staljenim svincem ali drugimi vročimi tekočinami.

## Vrata
Trdnjava Rohtas ima 14 vrat, zgrajenih iz sivega kamna.

### Vrata Sohail
Vrata Sohail predstavljajo nekaj najboljših zidarskih del imperija Sur in so bila verjetno obredni glavni vhod v trdnjavo. Njihov soimenjak je lokalni svetnik Sohail Bukhari, pokopan v jugozahodnem delu vrat.
Ta pravokotna vrata merijo 21,34 metra v višino in 20,73 metra v širino in imajo globino 15 metrov. Njihov osrednji lok je širok 4,72 metra in ohranja svojo obliko skozi celotno globino vrat. Vratnica ima na zunanji ploskvi okrasne cvetlične motive z bogatejšim okrasjem. Na zunanji strani vrat Sohail je sedem prsobranov. Soba v zgornjem nadstropju ima okna, ki se odpirajo proti notranjosti trdnjave. Sredi notranjega loka je tudi majhno okno.

### Šah Čandvali
Šah Čandvali so dvojna vrata, ki povezujejo citadelo z glavno trdnjavo. Zunanja vrata so vhod iz citadele. Široka so 13,3 metra in globoka 8,23 metra. Notranja vrata so preprost lok, širok 3,66 metra. Njihov soimenjak je Šah Čandvali, svetnik, ki je zavrnil plačo za delo na teh vratih. Umrl je med delom na konstrukciji vrat in je pokopan v bližini. Njegovo svetišče še vedno stoji.

### Kabulska vrata
Kabulska vrata se odpirajo proti severozahodu v splošni smeri Kabula v Afganistanu. V vratih sta zdaj informacijski center za obiskovalce in muzej, ki ga je ustanovila Himalajska fundacija za divje živali.
Vrata so bila morda zgrajena v dveh fazah. Sestavljena so iz notranjih in zunanjih vrat, ki obdajajo stopničasti vodnjak. Njihova odprtina je široka 3,15 metra in so obdana z dvema bastijonoma na obeh straneh. Vrata imajo pet prsobranov na vrhu, s stopnicami, ki vodijo na zunanjo steno. Južno od vrat je mošeja Šahi, zato jo mnogi imenujejo Šahi Darvaza.

### Šiši
Vrata Šiši so dobila ime po glaziranih ploščicah, ki krasijo njihov zunanji lok. Te modre ploščice so najzgodnejši znani primeri te tehnike, ki so jo pozneje izpopolnili v Lahoreju. Vklesan kaligrafski napis na levi strani vrat prikazuje datum izgradnje trdnjave. Perzijski napis pravi:
V hidžratskem letu 948 [1541 n. št.] je prišel vzvišeni 
Takrat je zgradil veliko trdnjavo 
Cesar je Šer, z dolgo življenjsko dobo 
Njegova sreča se ne more primerjati 
Dokončal jo je Šahu Sultan.

#### Langar Kani
Vrata Langar Kani se odpirajo neposredno v citadelo, vendar so bila zasnovana kot past v neposredni liniji ognja z bastijonov trdnjave. To so dvojna vrata z osrednjo obokano odprtino, ki je visoka 15,25 metra in široka 3,5 metra. Zunanji lok ima majhno okno kot vrata Sohail. Zunanja odprtina vodi v Langar Kana (kuhinja). Dva bastijona na obeh straneh vrat vključujeta kuhinje, shrambe in vodnjak za vodo. Odprtina teh vrat je v obliki črke L, zato je treba po vstopu zaviti v desno. Okrašena je z izrezljanimi kaligrafskimi napisi.

### Talaki
Vrata Talaki imajo na vsaki strani bastijona. Visoka so 15,25 metra in široka 13,8 metra. Ta vrata imajo dvojnik izrezljanega kaligrafskega napisa na vratih Šiši. Izvor imena Talaki ni znan. Nekateri pravijo, da je ime vrat izpeljanka iz Talak, kar pomeni ločitev. Po drugi legendi je princ Sabir Suri vstopil skozi ta vrata in imel smrtonosni napad vročine. Njegova smrt je veljala za slabo znamenje, zato so vrata dobila ime Talaqi.

### Mori
Vrata Mori se odpirajo proti severu in gledajo proti Kašmirju. Zato se imenujejo tudi Kašmirska vrata. Vrata Mori se odpirajo v eno komoro, ta pa v drugo.

### Khvas Kani
Khvas Kani so dvojna vrata, poimenovana po enem največjih generalov Šer Šah Surija, Khavas Kan Marcaut. To je bil prvotni glavni vhod v trdnjavo iz Velike magistralne ceste, znane kot GT Road. Zunanja vrata so široka 12,8 metra in globoka 8 metrov. Zunanja vrata imajo bastijon, pet prsobranov na vrhu in bočne obrambne zidove s topovi. Vse obzidje ima vrzeli in mašikule.
Notranja in zunanja vrata so skoraj zrcalne slike. Notranja stran Khvas Kanija ima tudi pet prsobranov, zaradi česar so edinstvena med notranjimi vrati trdnjave. Notranji in zunanji oboki imajo kaligrafske napise in motive sončnic, kot so vrata Sohail. Notranja vrata imajo tudi prostor z okni, ki se odpirajo navznoter in navzven. Dostopna so le z enimi vrati in imajo lep stopničast vodnjak, kar nakazuje, da so bila namenjen kraljevi družini.

### Gatalska vrata
Gatali so enojna vrata, visoka 9,15 metra in globoka 6,1 metra. Obrnjena je proti vasi Gatali, imenovani tudi Patan Gatiali ali Gatijalian, kritični točki za prečkanje reke Džhelum za Kašmirsko dolino. Vrata Gatali so okrašena z vklesanimi kaligrafskimi napisi.

### Sar
Sar je majhen vhod, za katerega se zdi, da so ga naredili domačini, ko so podrli glavni zid (zunanjo mejo) kot prehod v sosednjo džunglo. Ob teh vratih je bastijon. Ker danes propadli ribnik pred temi vrati obstaja že od začetka trdnjave, se vhod imenuje Sarska vrata (kal).

### Tulla Mori in Pippli
Tulla Mori in Pippli sta vhoda in ne vrata. Tulla Mori je na vzhodni strani trdnjave in ima sosednji bastijon. Širok je 2 metra. Pippli meri 2,13 metra.

## Kraljeva mošeja
Majhna Šahi Masjid (kraljeva mošeja) je blizu Kabulskih vrat in je najbolj okrašena prvotna stavba trdnjave.
Mošeja vključuje molilnico in majhno dvorišče. Stopnice vodijo z dvorišča do vrha Kabulskih vrat. Zunanji zid mošeje je tudi utrdbeni zid, kar pomeni, da so vojaki hodili po strehi mošeje.
Molilna komora je dolga 19,2 metra in globoka 7,3 metra. Ima tri enake dele s kupolastimi stropi, ki niso vidni od zunaj strukture. Peš imam (molitveni voditelj) je imel majhno sobo na koncu molitvene sobe. Ta soba ima majhno notranjo kupolasto streho, ki prav tako ni vidna od zunaj mošeje. V mošeji manjka prostor za umivanje (čiščenje pred molitvijo).
Mošeja ima okrasne rezbarije v kamnu z motivom sončnic in kaligrafskimi gravurami. Ena taka rezbarija je zunaj Peš Imama in vsebuje besedo Alah v arabski kaligrafiji. Cine na vrhu Šahi mošeje imajo enako rezbarijo. Motiv sončnice je tudi na obeh straneh lokov mošeje in stražarskih mest med vsakimi vrati. Na zunanji steni mošeje so okrogle rezbarije šestih Kalim v pisavi Naskh, obdane z lilijami.

### Palača
Raja Man Singh Haveli, ki stoji na najvišji točki citadele, je edina palača v trdnjavi. Rani Mahal (kraljičina palača) je enonadstropna stavba znotraj trdnjave. Prvotno je imela štiri sobe, danes pa je ohranjena le ena soba. Soba je velika 2,45 x 2,45 metra. Visok je 6,1 metra in lepo okrašen znotraj in zunaj. Notranjost strehe ima okrasne rože, geometrijske vzorce in lažna okna. Kamnita kupolasta streha je na zunanjosti izklesana tako, da spominja na rožo.

### Stopničasti vodnjak
V trdnjavi so trije baoli ali stopničasti vodnjaki, narejeni z globokim vrezovanjem v apnenec. Osrednji baoli je sredi trdnjave in je služil vojakom, slonom in konjem. Ta baoli ima 148 stopnic. Vsaka stopnica je široka 20 cm. Njihovo dolžino obsegajo trije loki.
Kraljevski baoli je blizu Kabulskih vrat. Ima 60 stopnic in majhne komore, ki jih kraljeva družina uporablja kot kopeli. Baoli veat Sar je manjši in so ga najverjetneje uporabljali vojaki.

## Zapuščina in varstvo
Trdnjava Rohtas je bila leta 1997 razglašena za območje svetovne dediščine, saj je izpolnjevala naslednja merila za vključitev:
- Merilo (ii): »Trdnjava Rohtas združuje arhitekturne in umetniške tradicije iz Turčije in indijske podceline, da ustvari model za mogulsko arhitekturo in njene kasnejše izboljšave in prilagoditve.«
- Merilo (iv): »Trdnjava Rohtas je izjemen primer muslimanske vojaške arhitekture srednje in južne Azije v 16. stoletju.«

Trdnjava je znana po visoki integriteti in pristnosti. Osrednji lok vrat Čandvali je bil nedavno obnovljen in je edina sodobna zgradba v trdnjavi. Vendar so se v začetku leta 2005 leva notranja stran vrat Talaki zrušila zaradi pronicanja, močnega deževja in splošne zanemarjenosti. Istočasno sta se desni bok in temelj ločila od prvotne strukture. Sčasoma sta se desni bastijon in podporni zid Gatalijevih vrat porušila zaradi pronicajoče deževnice in erozije njegovih temeljev.
Himalajska fundacija za divje živali je leta 2000 zasnovala program ohranjanja trdnjave Rohtas, da bi pomagala zaščititi trdnjavo in jo razviti kot dediščino. Fundacija izvaja več projektov v povezavi z veleposlaništvom Kraljevine Norveške, vključno z dokončanjem obnove vrat Šah Čandvali in ohranjanjem vrat Haveli Man Singh, vrat Talaki in vrat Gatali. Projekt je vključeval tudi ustvarjanje muzeja Šer Šaha Surija v zgornjem nadstropju vrat Sohail.

## Odredba o deložaciji
Leta 1992 je pakistanska vlada lokalnim prebivalcem mesta Rohtas odredila, naj zapustijo notranjost trdnjave in izjavila, da jim bo vlada zgradila hiše zunaj trdnjave. Zafar Chughtai, predsednik mesta Rohtas, je nasprotoval ukazu in izjavil, da nobena vlada ne more vzeti lastnine domačinov Rohtasa. Ukaz je še vedno v veljavi, vendar nobena kasnejša vlada ni nadaljevala z njegovo izvršitvijo in prebivalcem dovolila prebivati v trdnjavi.